# Dominik Epp
Dominik Epp (* 23. Dezember 1776 in Altdorf; † 11. Juni 1848 ebenda) war ein Schweizer Gutsbesitzer und Politiker und stand als Soldat in spanischen Diensten.

## Leben
Dominik Epp wurde als Sohn des Karl Anton Maria Epp, eines Landschreibers, geboren.
Er besuchte die Lateinschule in Pfäfers und war am Kollegium (Gymnasium) in Bellinzona. Nach der schulischen Ausbildung stellte er sich, wie bereits sein Vater, als Soldat in den königlich-spanischen Dienst. Von 1805 bis 1807 war er als Werbeoffizier für den spanischen Dienst in Schwyz und Altdorf tätig. Am 11. September 1809 erfolgte die Beförderung vom Leutnant zum Hauptmann, und er erhielt das Kommando über die 1. Kompanie des 2. Bataillons im Schweizer-Regiment Betschart.
Nachdem er in die Heimat zurückgekehrt war, betätigte er sich als Politiker und wurde 1809 Urner Landeshauptmann; dieses Amt übte er bis 1839 aus. Von 1813 bis 1815 war er Landesstatthalter und von 1815 bis 1817 Landammann des Kantons Uri; 1815 nahm er als Gesandter an der Tagsatzung teil und unterschrieb im Namen seines Kantons beim Bundesvertrag die Bundesurkunde. 1815 war er Vermittler zwischen Obwalden und Nidwalden, als sich 1815 das Kloster und die Talgemeinde Engelberg von Nidwalden trennten und sich Obwalden anschlossen. Die Vermittlung ergab, dass das neu angeschlossene Gebiet eine Exklave von Obwalden bildete. 
Er bezeichnete den Sonderbund als ungesetzlich und hatte die Befürchtung, dass er die Eidgenossenschaft zerreissen werde. Erst als der Sonderbund fiel, erwies sich seine Vorhersage als richtig, und er wurde hierauf als einziger ehemaliger Führer in die neue Regierung gewählt. Von 1847 bis 1848 war er Regierungsrat. Im Mai 1848 bat er aus gesundheitlichen Gründen um die Entlassung aus seinem Amt.
Dominik Epp war seit dem 8. September 1802 verheiratet mit Josefa Magdalena Schmid (1778–1821), einer Tochter des begüterten Josef Maria Schmid (1740–1813). Die Hochzeit erfolgte ohne Zustimmung des Schwiegervaters, wurde später jedoch unter Vermittlung von Geistlichen von ihm akzeptiert. Hierdurch wurde Dominik Epp zu einem Gutsbesitzer. Sein gleichnamiger Sohn wurde später Regierungsrat und Landammann, und sein ebenfalls gleichnamiger Enkel wurde Oberst und organisierte das Wehrwesen im Kanton Uri.